# Diabolo (boisson)
Pour les articles homonymes, voir Diabolo.
Un diabolo est un cocktail sans alcool à base de limonade, complétée de sirop (grenadine, sirop de menthe, fraise…).

## Origine
Le diabolo, apparu avant 1920, est popularisé en France dans les années 1920. La boisson est alors décrite comme un mélange de limonade et d'une « très légère teinture de liqueur », de limonade et de liqueur de cassis, ou de limonade et de sirop. Les parfums les plus répandus sont la grenadine, la menthe, le citron ou le cassis,.

## Traduction dans d'autres langues
Diabolo n'a pas d'équivalent en italien, mais la limonade gazeuse (« con gas ») utilisée avec différents sirops (ou avec de la bière pour réaliser un panaché) peut être traduite approximativement par gassosa (it).
En anglais, « limonade » se traduit par lemonade car le mot désigne une boisson composée de citron, de sucre et d'eau (lemon signifie « citron »). En revanche, il est possible de traduire « diabolo menthe » par mint and lemonade ou lemon soda with mint syrup.

## Variantes
Le diabolo flamand est un cocktail alcoolisé composé de genièvre, de limonade et parfois de sirop de violette.
L'eau pétillante aromatisée au sirop est désignée par la marque de l'eau et le parfum du sirop : Vichy fraise, Perrier citron...

## Galerie

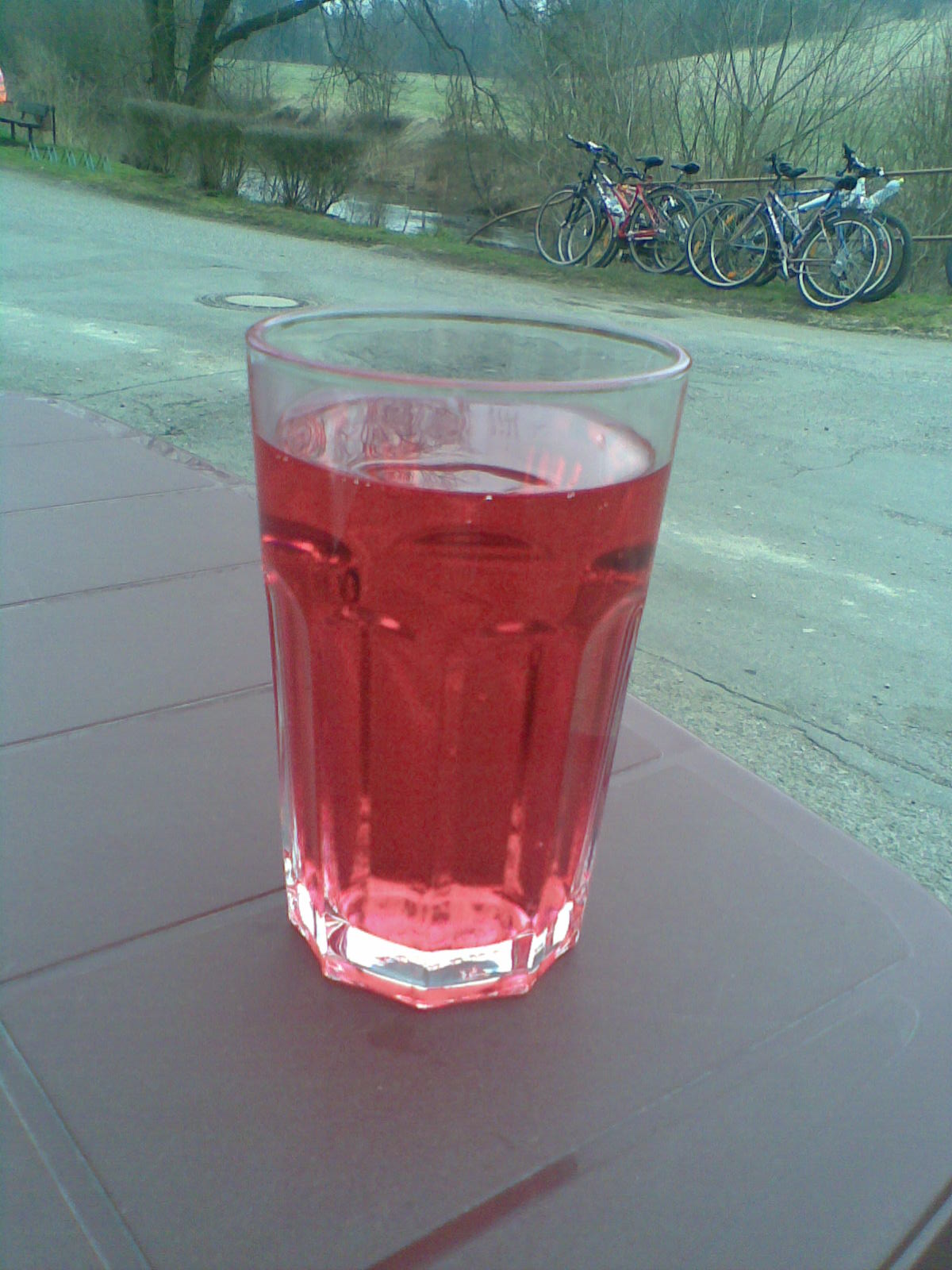
Limonade rose dans la région d'Úštěk : diabolo fraise.
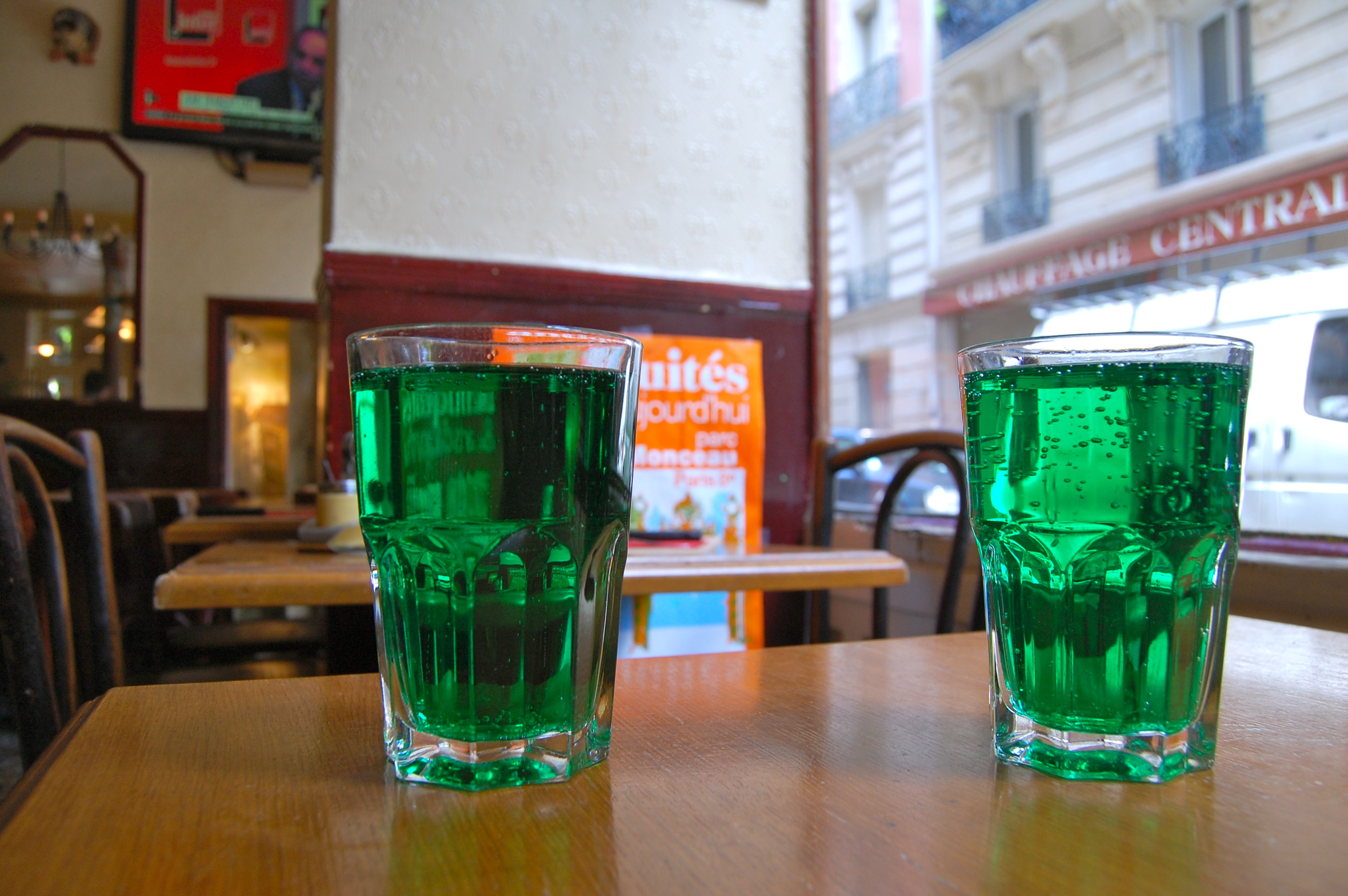
Deux diabolos menthes sur la table d'un bar de Montmartre.
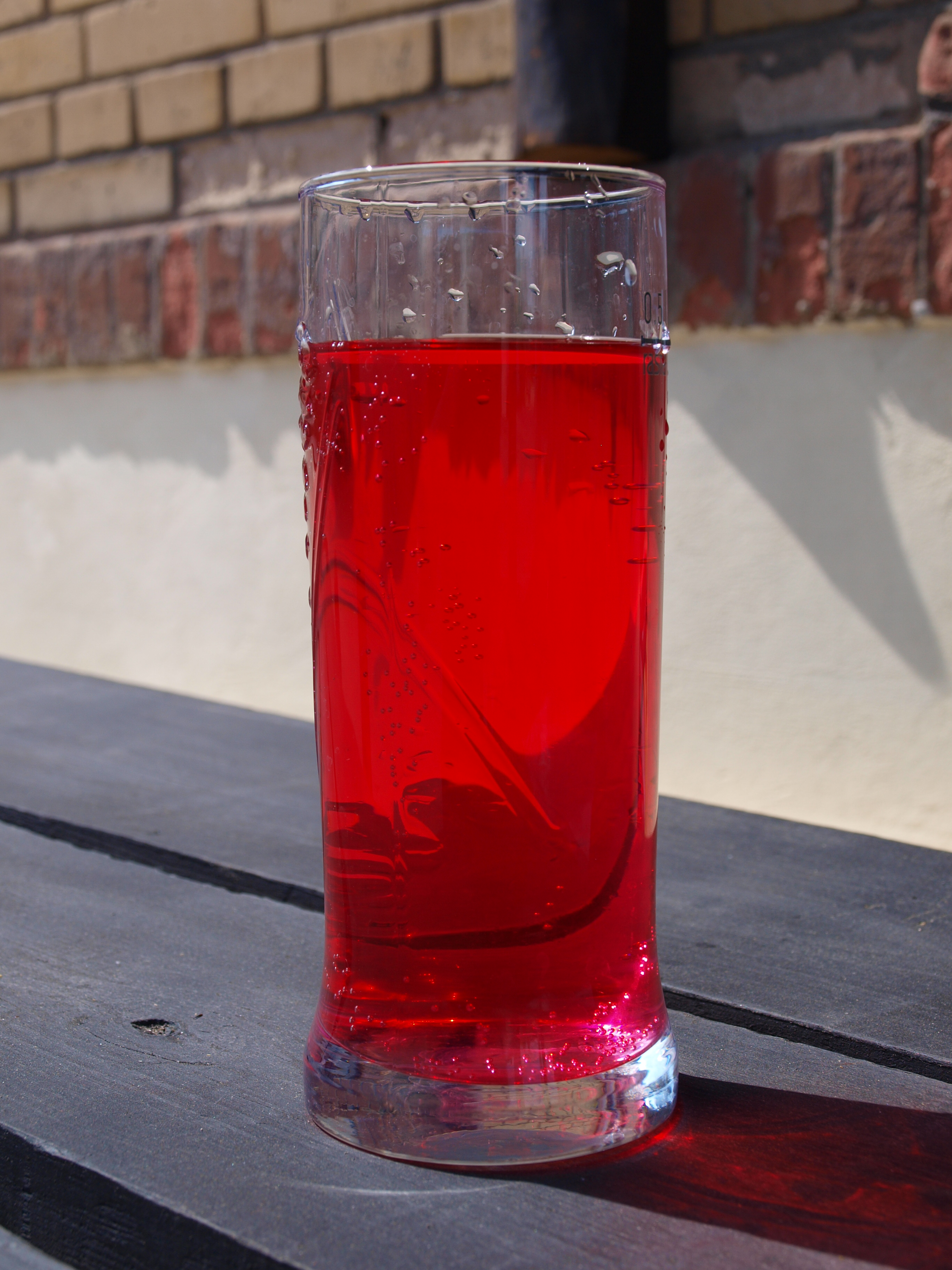
Limonade rose traditionnelle tchèque : diabolo grenadine.

## Culture populaire
- 1977 : Diabolo menthe, film de Diane Kuris
- 1977 : Diabolo menthe, chanson-titre du film, composée par Yves Simon
- 2021 : Diabolo menthe, chanson originale de Yoa[10]